# Julián y Basilisa
Los santos Julián y Basilisa (muertos ca. 304) fueron una pareja de esposos, muertos como mártires en Antioquía o, más probablemente, en Antínoe (Egipto), durante el reinado de Diocleciano. Venerados como santos por diferentes confesiones cristianas. 
No hay datos históricos fehacientes sobre la existencia de la pareja y frecuentemente se ha confundido este Julián con Julián de Cilicia, ya que en el Martirologio romano se hace referencia a ocho santos con este nombre que se celebran durante el mes de enero. La información sobre su vida proviene de las actas del martirio, muy exageradas e inverosímiles.

## Leyenda

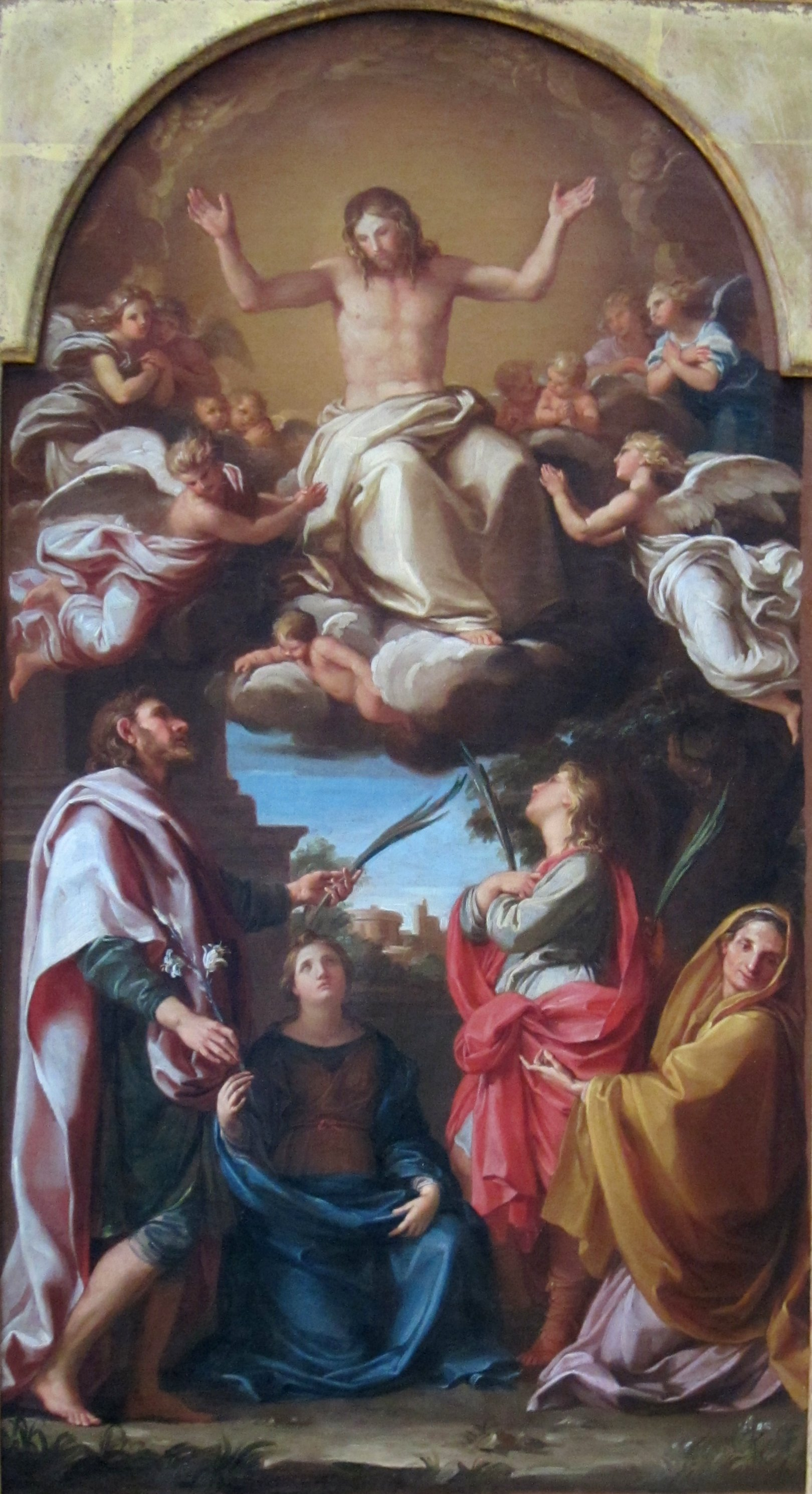
Cristo con los santos Julián y Basilisa y Celso y Marcionila, por Pompeo Batoni, 1736-1738.

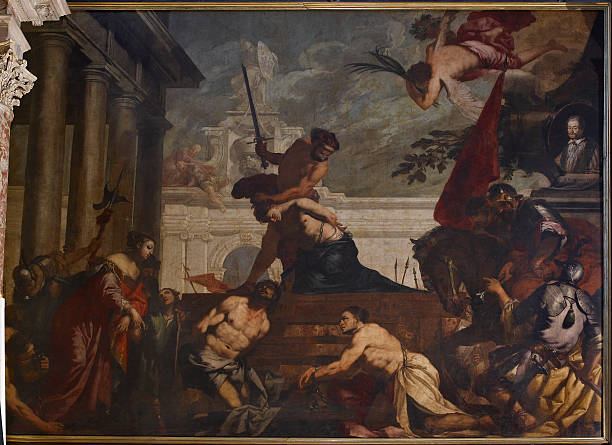
Martirio de San Julian pintado por Antonio Zanchi en 1665.

Forzado a casarse por su familia, Julián, que había hecho voto de castidad, se puso de acuerdo con su esposa Basilisa, que también quería consagrarse a Dios, y preservaron su virginidad durante toda su vida. Además, Basilisa fundó un convento para mujeres, del cual fue superiora y Julián reunió un grupo de monjes y fundó un monasterio. Ambos convirtieron su hogar en un hospital donde se llegó a atender a más de mil personas. Eso también ha provocado que este Julián sea confundido con el legendario Julián el hospitalario.
Basilisa murió pacíficamente, pero Julián fue decapitado en las persecuciones de Diocleciano. Junto a él, fueron martirizados Celso y Marcionila, hijo y madre, el sacerdote Antonio de Antioquía y el converso y neófito Anastasio de Antioquía. También se dice que murieron siete hermanos de Marcionila. Parece que de la lectura tradicional del lugar del martirio, se tiene que corregir y que tuvo lugar en Antínoe (Egipto)[cita requerida]

## Veneración
Los dos santos fueron muy venerados durante la Edad Media, a partir del siglo VIII. Tradicionalmente se hacía el 9 de enero, aunque en el Martyrologium Hieronymianum aparecen en el 6 de enero; y en el Rabanus Maurus el 13. La última reforma del Martirologio Romano sitúa en el 6 de enero la memoria litúrgica de la pareja, y da por buena la versión de que habitaban en Antínoe. Sin embargo, por tradición, el 9 de enero aún es la festividad más aceptada.